# Rimburgermolen
De Rimburgermolen of Kasteelmolen is een Duits-Nederlandse voormalige watermolencomplex nabij het Nederlandse dorp Rimburg. De Rimburgermolen bestaat eigenlijk uit twee tegenover elkaar gelegen molens op de rivier de Worm, waarvan sinds 1816 de linkeroever in Nederland ligt en de rechteroever in Duitsland. Het hoofdgebouw ligt aan de Rimburger Straße in de gemeente Übach-Palenberg, Noordrijn-Westfalen. Het Nederlandse deel ligt aan de straat Kapelweien in de Limburgse gemeente Landgraaf. De Rimburgermolen ligt zo'n 100 meter ten westen van Kasteel Rimburg (Duitsland) en ca. 100 m ten zuiden van de Drievuldigheidskerk (Nederland).

## Geschiedenis
Ergens na 1791 is het molencomplex gebouwd. Het behoorde tot Kasteel Rimburg en was onderdeel van een groot molencomplex met twee waterraderen (onderslagmolen) dat op beide oevers van de Worm was gelegen. Op de rechteroever (tegenwoordig in Duitsland) lag het hoofdgebouw, woonhuis en boerderij en op de linkeroever een tweede molengebouw. Er waren verdeelsluizen om het water te benutten. Aanvankelijk was de molen op de linkeroever een oliemolen.
In 1815 werd de rivier de Worm tijdens het Congres van Wenen aangewezen als rijksgrens tussen het Verenigd Koninkrijk der Nederlanden en het Koninkrijk Pruisen. In het midden van de 19e eeuw werd de oliemolen (op de linkeroever) omgebouwd tot graanmolen. In 1881 vernieuwde men de molen op de linkeroever. Het waterrad werd daarbij door een turbinemolen vervangen. Rond 1900 had de molen op de rechteroever twee houten raderen als korenmolen en oliemolen. Niet veel later werd het vervangen door ijzeren gangwerk en een ijzeren onderslagrad met een doorsnede van 5 meter.
In 1920 werd de molen op de linkeroever buiten gebruik gesteld. In de jaren 1950 was de molen op de rechteroever nog regelmatig in gebruik; in de jaren 1960 nog maar weinig. Niet al te lang daarna werden de stuwrechten afgekocht, waterwerken werden gesloopt en kanaliseerde men de Worm.

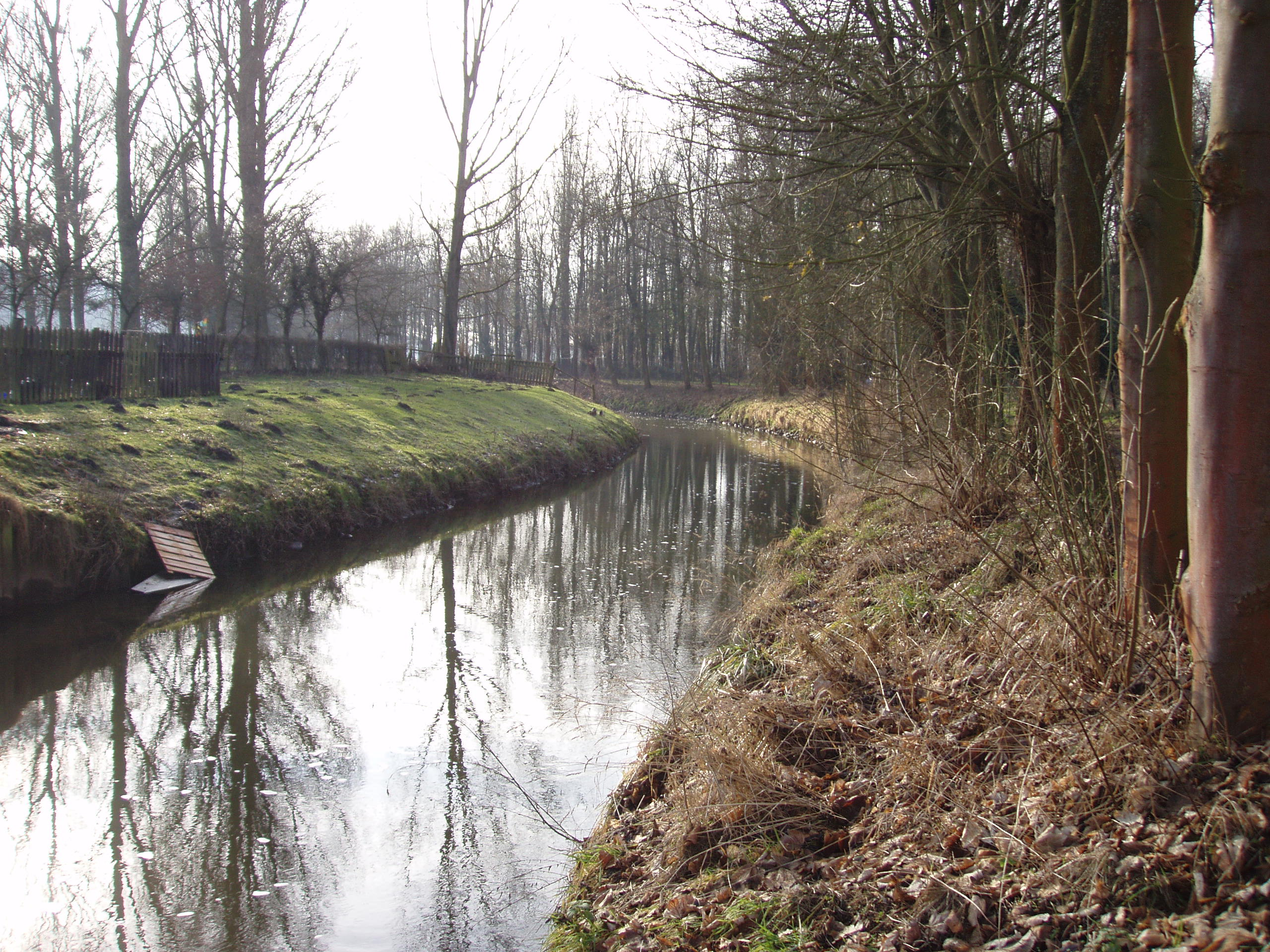
De Worm ten zuiden van het molencomplex
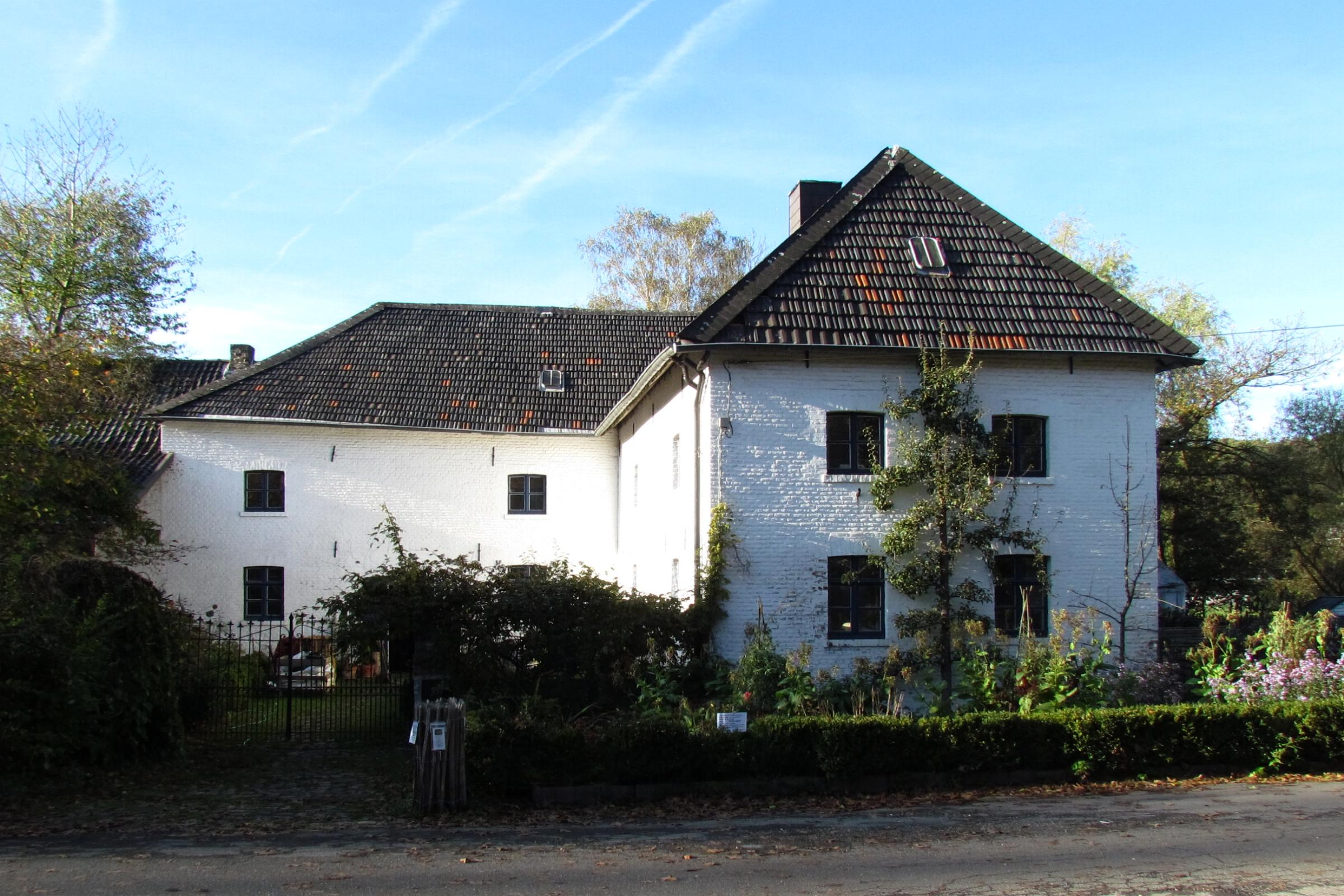
Woongedeelte molen (Duitse zijde)
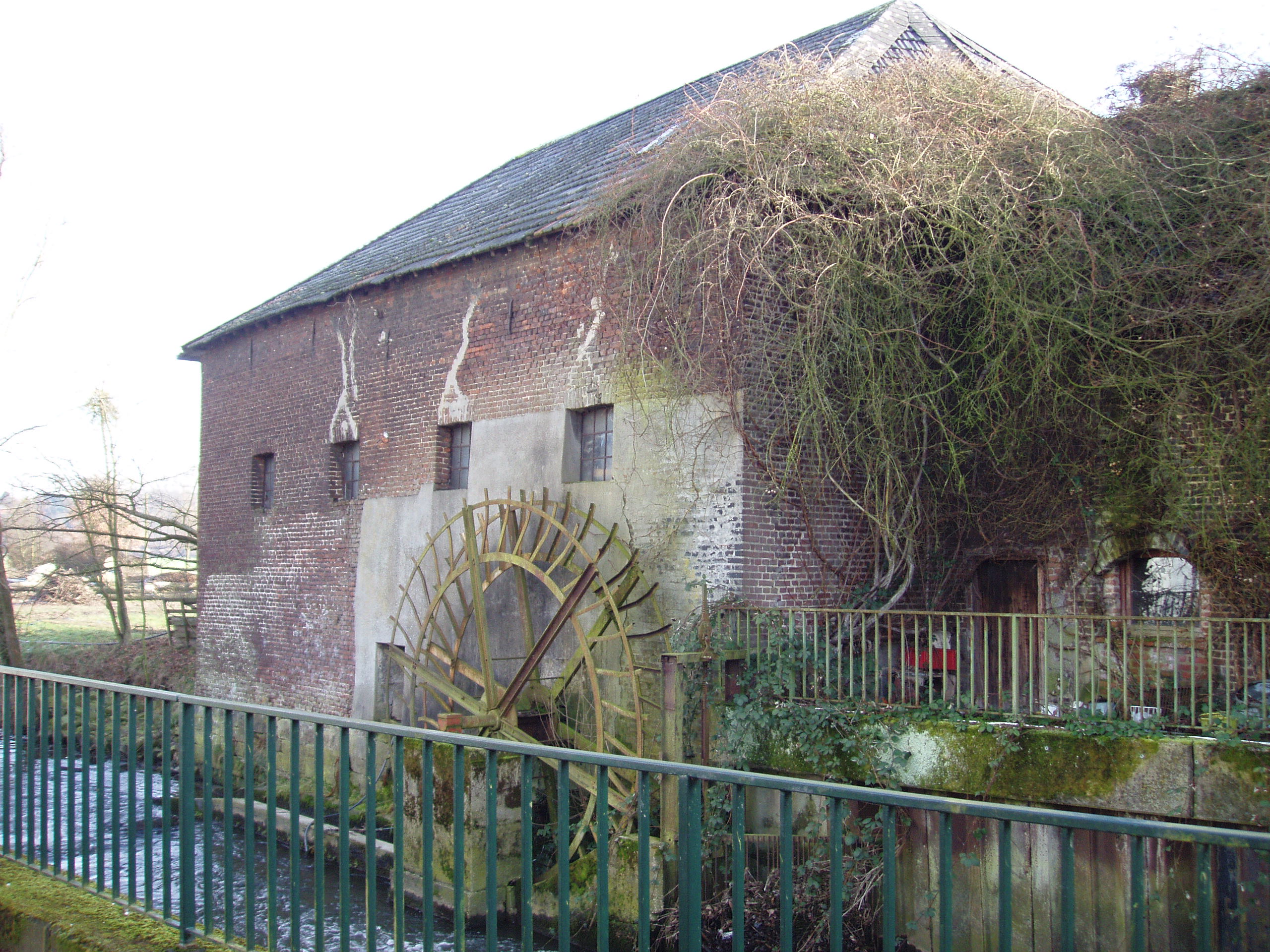
Molengebouw met waterrad (Duitse zijde)
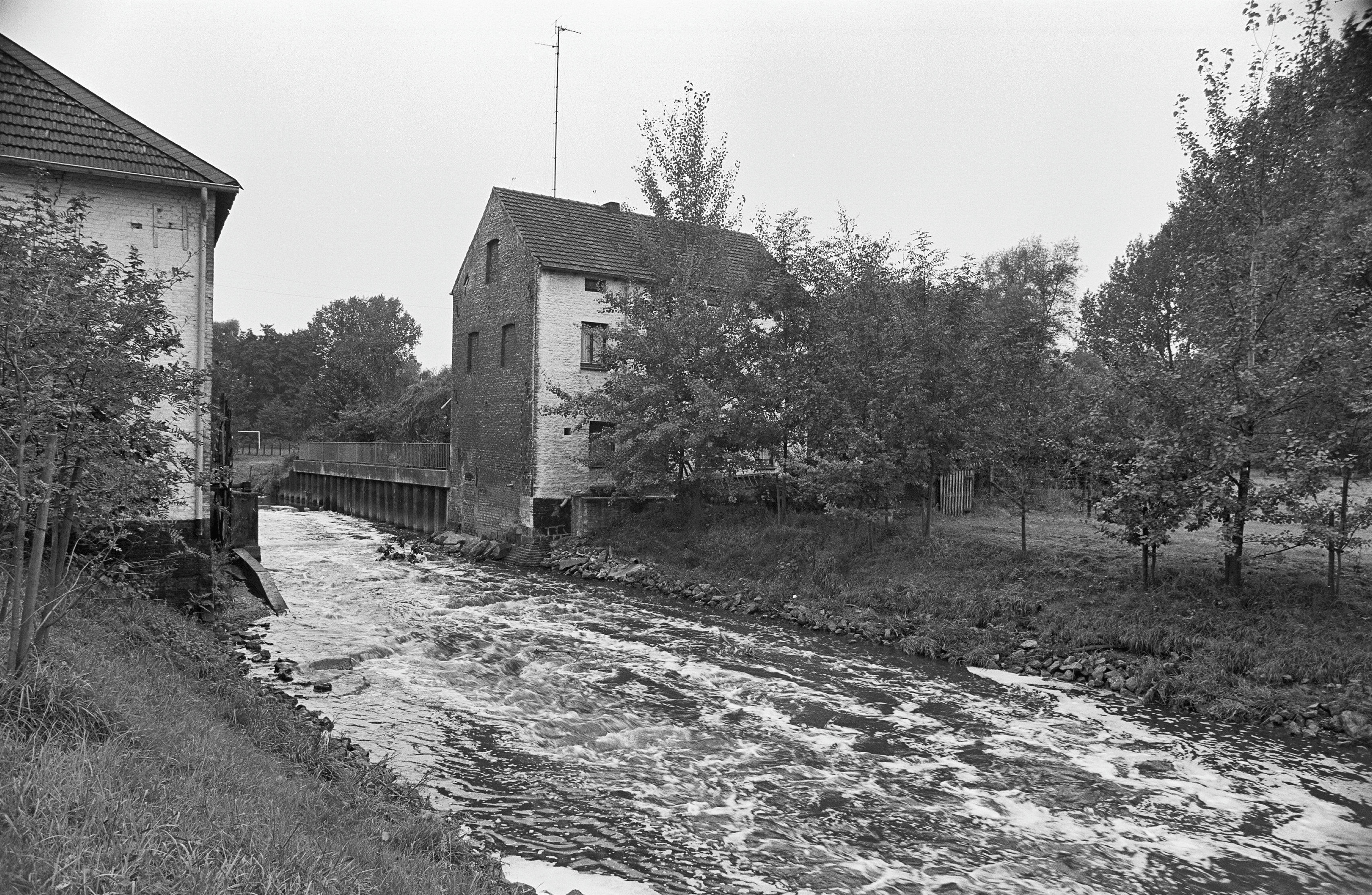
Molengebouw zonder rad (Nederlandse zijde)